# 莫杜尼奥
莫杜尼奥（義大利語：Modugno），是意大利巴里省的一个市镇。总面积31.9平方公里，人口38413人，人口密度1204.2人/平方公里（2009年）。ISTAT代码为072027。